# Setter inglês
O setter inglês[Nota] (em inglês:  English Setter) é um cão, como os demais setters, descendente dos spaniels. Dito expressivo e habilidoso para o trabalho como caçador, este animal de pernas longas foi desenvolvido pelo criador Edward Laverack e, com o passar dos anos e as proibições das caçadas, passou a ser constantemente visto como cão de companhia. Conhecido por ser silencioso, bondoso, atencioso e de fácil adestramento, requer exercícios constantes, embora seja cauteloso com crianças. Entre os principais problemas físicos que pode apresentar devido a seleção artificial, estão a cegueira e as alergias cutâneas. Podendo atingir os 30 kg, sua longa pelagem requer cuidados e possui quatro diferentes colorações.